# ゴルドー
ゴルドーは、星のカービィシリーズに登場する架空のキャラクター。

## 概要
その場に止まっているものもいれば、上下左右に動き回っているものもあり、いわばお邪魔キャラクター。ウニのように丸にとげがはえたような外見で、丸のなかに目がある。無敵でどんな攻撃も受け付けず倒すことはできない。キャラクターというよりは障害物である。
ただし、『星のカービィ 参上! ドロッチェ団』のみ「マジック」のコピー能力でアイテムに変化させることが可能で、『コロコロカービィ』でも一部のものは特定のアクションでアイテムに変化させることが可能。
また、動いているゴルドーなら、移動範囲上のブロックを壊すなどで画面外へ出すことが可能。
シリーズによく登場していて、アクションの星のカービィシリーズにおいては皆勤賞である。

## ゲスト出演
- スーパーマリオランド2 6つの金貨 - ゴルドーに似た敵キャラクター「ウニボー」が登場する。
- 大乱闘スマッシュブラザーズX - デデデの横必殺ワザ「ワドルディ投げ」、最後の切りふだ「ワドルディ軍団」でまれに出現。ワドルディ、ワドルドゥよりも吹っ飛ばし力がはるかに強く、決め手にもなる。
- 大乱闘スマッシュブラザーズ for Nintendo 3DS / Wii U - デデデの横必殺ワザが「ゴルドー投げ」に変更されたため確実に出現するようになった。また、3DS版のモード「フィールドスマッシュ」では敵としてたまに出現する。原作同様無敵なので、倒すことはできない。

### 「ウニ」としての登場
ゼルダの伝説シリーズへの登場。
- ゼルダの伝説 夢をみる島 - ゴルドーに似た敵キャラクター「ウニ」が登場する。
- ゼルダの伝説 知恵のかりもの - 上述の『夢をみる島』と同様に「ウニ」として登場。

## 関係キャラクター
ブレドー
『タッチ!カービィ』に初登場。トゲではなく刃をまとっており、表情はゴルドーより目つきが悪いものになっている。ゴルドー同様無敵。鎖のようなものでつながれており、周囲を回転している。
キャプテンステッチ
『星のカービィ2』と『星のカービィ3』の中ボスとして登場。ゴルドーの親玉であり通常時は無敵だが、攻撃によってトゲを落とした隙にダメージを与えると倒すことができ、吸い込むとニードルのコピー能力を得ることが出来る。ゴルドーとの見た目の違いは大きさと目つきのみ。
ゴーストゴルドー
『星のカービィ トリプルデラックス』と『星のカービィ ディスカバリー』に登場。トリプルデラックスでは鏡越しでしか姿を確認できない。ディスカバリーでは暗闇のステージに登場し、明りに反応して近づいてくる。
ゴルンバー
『星のカービィ ディスカバリー』に登場。棒状の細長いゴルドー。
シャッツォ
ゴルドー同様無敵キャラクターであり、かつ多くのゲームで登場している。砲台なので弾丸を飛ばしてくる。
ブラッチー
シャッツォと同じ砲台型の無敵キャラクターだが、弾丸を5発、または6発飛ばしてくる。シャッツォの強化版。
　これ以外にも、カベシャッツォ、モトシャッツォ、フレイムシャッツォなどの関連キャラクターが登場している。